# Reprezentacja Szwajcarii na Mistrzostwach Europy w Wioślarstwie 2009
Reprezentacja Szwajcarii na Mistrzostwach Europy w Wioślarstwie 2009 liczyła 8 sportowców. Najlepszymi wynikami było 2. miejsce w dwójce podwójnej mężczyzn.

## Medale

### Złote medale
Brak

### Srebrne medale
dwójka podwójna mężczyzn (M2x): Andre Vonarburg, Florian Stofer

### Brązowe medale
Brak

## Wyniki

### Konkurencje mężczyzn
- jedynka (M1x): Fabrizio Güttinger – 15. miejsce
- dwójka podwójna (M2x): Andre Vonarburg, Florian Stofer – 2. miejsce

### Konkurencje kobiet
- jedynka (W1x): Regina Naunheim – 5. miejsce
- dwójka podwójna (W2x): Sara Hofmann, Nora Fiechter – 9. miejsce
- dwójka podwójna wagi lekkiej (LW2x): Eliane Waser, Fabiane Albrecht – 8. miejsce